# Galassia Leo P
La Galassia Leo P è una galassia nana sferoidale (dSph) situata nell'omonima costellazione alla distanza di circa 5,2 milioni di anni luce (circa 1,6 Megaparsec) dalla Terra, da cui si allontana alla velocità di 264 km/s.
Fu scoperta nel 2005 tramite i dati raccolti dall'Arecibo Legacy Fast survey (ALFA). Si trova al confine del Gruppo Locale, a circa 0,4 Megaparsec dalla Sestante B, la galassia più vicina nel sottogruppo di NGC 3109, associazione di galassie nane di cui è un chiaro componente e di cui fa parte la stessa NGC 3109, Sestante B e la Galassia Nana della Macchina Pneumatica.
Ha un diametro di circa 3.900 anni luce (circa il 4% della Via Lattea). Nel 2015 è stata studiata con i dati raccolti dal Telescopio spaziale Hubble. È particolarmente ricca di gas di idrogeno, presenta un'attiva formazione stellare, una sottostante popolazione di vecchie stelle, una scarsa abbondanza di ossigeno (circa il 3% in rapporto al Sole) ed una bassa metallicità. Leo P per la sua posizione così defilata non ha avuto interazioni con altre galassie nel corso della sua esistenza; P sta per "incontaminata" (dall'inglese "pristine").